# Barbara Kurzaj
Barbara Kurzaj (sinh ngày 26 tháng 12 năm 1975 tại Kraków) là một diễn viên điện ảnh, diễn viên truyền hình và diễn viên sân khấu người Ba Lan.

## Tiểu sử
Năm 1994, Barbara Kurzaj ra mắt lần đầu trước công chúng với vai diễn trong vở kịch The Wedding của Elias Canetti tại Nhà hát Juliusz Słowacki ở Kraków. Cô tốt nghiệp Học viện nghệ thuật sân khấu quốc gia AST ở Kraków vào năm 1999. Ngoài Nhà hát Juliusz Słowacki, Barbara Kurzaj còn tham gia biểu diễn tại Nhà hát cũ ở Kraków và tại Nhà hát Silesian ở Katowice.
Năm 2005, nhờ trình diễn xuất sắc trong các vở kịch sân khấu Nondum và Merylin Mongoł, Barbara Kurzaj được Hội Diễn viên sân khấu Ba Lan (ZASP) trao Giải thưởng Leon Schiller.

## Thành tích nghệ thuật
- 1999: Tydzień z życia mężczyzny
- 2000: Enduro Bojz – Ewa
- 2000–2001: Miasteczko – Đồng nghiệp của Ela
- 2001: Samo niebo – Diễn viên (tập 3)
- 2001: Inferno – Anka
- 2002: Wolny przejazd – Natasza
- 2003: Bez końca
- 2004: W dół kolorowym wzgórzem – Zośka
- 2004: Ono – Bạn của Ewa
- 2004: Oficer – "doliniara" (tập 7 và 10)
- 2005: Boża podszewka (tập 14)
- 2005: Oda do radości – Danka
- 2006: Strajk – Elwira
- 2006: Królowie śródmieścia – Thư ký của Bożena (tập 5-7)
- 2006: Co słonko widziało – Ewa
- 2007: Katyń
- 2007: Ekipa – Patrycja
- 2008: Wichry Kołymy
- 2008–2011: Ojciec Mateusz – Teresa (tập 1); Nhân viên SPA (tập 31)
- 2008: Glina – Helena Kuchciak (tập 20)
- 2009: Generał – Hàng xóm (tập 2)
- 2009: Generał – zamach na Gibraltarze – Ala
- 2009–2010: Blondynka – Viola
- 2010: Ratownicy – Julita Kędzior (tập 2)
- 2010: Milczenie jest złotem – Marysia
- 2010: Maraton tańca – Chị Cezaria
- since 2010: Barwy szczęścia – Sabina Nowak-Tomala
- 2011: Ki – Iwo
- 2011–2013: Głęboka woda – Edyta Zając
- 2012: Paradoks – Grażyna (tập 4)
- 2013: Komisarz Alex – Markowska, mẹ của Kaja (tập 51)
- 2013: Stacja Warszawa – Công tố viên
- 2015: These Daughters of Mine – Iza Kwiecień
- 2015: Czerwony pająk
- 2016: Ojciec Mateusz – Gabriela Frączek (tập 192)
- 2016: Na dobre i na złe – Maja (tập 657)
- 2016: Bóg w Krakowie – Irena
- 2017: Komisarz Alex – Natalia Rogalska (tập 116)
- 2018: Za marzenia – Hiệu trưởng
- 2018: Dzień czekolady – Mẹ của Dawid
- 2019: Szóstka – Teresa
- 2019: Corpus Christ